# Château de Rochefort (Allaman)
Pour les articles homonymes, voir Château de Rochefort.
Le château de Rochefort est l'un des deux châteaux situés à Allaman dans le canton de Vaud, en Suisse. Il est un bien culturel d'importance régionale dans le Canton de Vaud.

## Histoire
Cité dès le XVe siècle, peu d'écrits de l'époque ne l'évoquent. Il aurait été construit par la nécessité du partage des terres, vraisemblablement au XIVe siècle, des seigneurs d'Allaman possédant déjà le château principal (dès 1291). Il aurait été pris par la famille de Menthon, savoyarde, au XVe siècle. Il n'a que peu d'histoire, si discret qu'il évite les incendies des Bernois comme son grand frère en 1530. Le notaire Jean Challet en est propriétaire au début du XVIe siècle. Sa vocation est essentiellement agricole et viticole.  